# Agrius cingulata
Agrius cingulata är en fjärilsart som beskrevs av Fabricius 1775. Agrius cingulata ingår i släktet Agrius och familjen svärmare. Inga underarter finns listade i Catalogue of Life.

## Bildgalleri

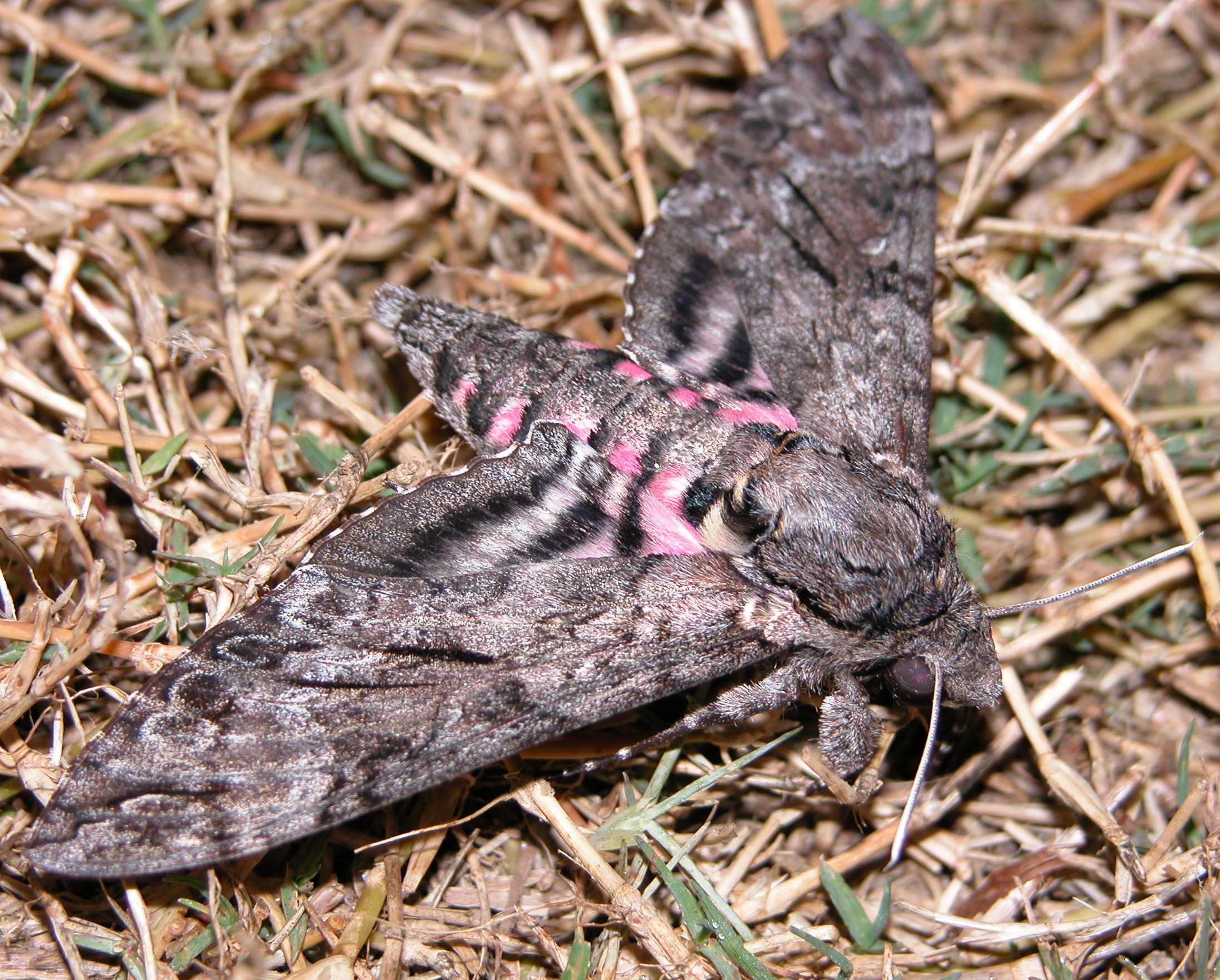
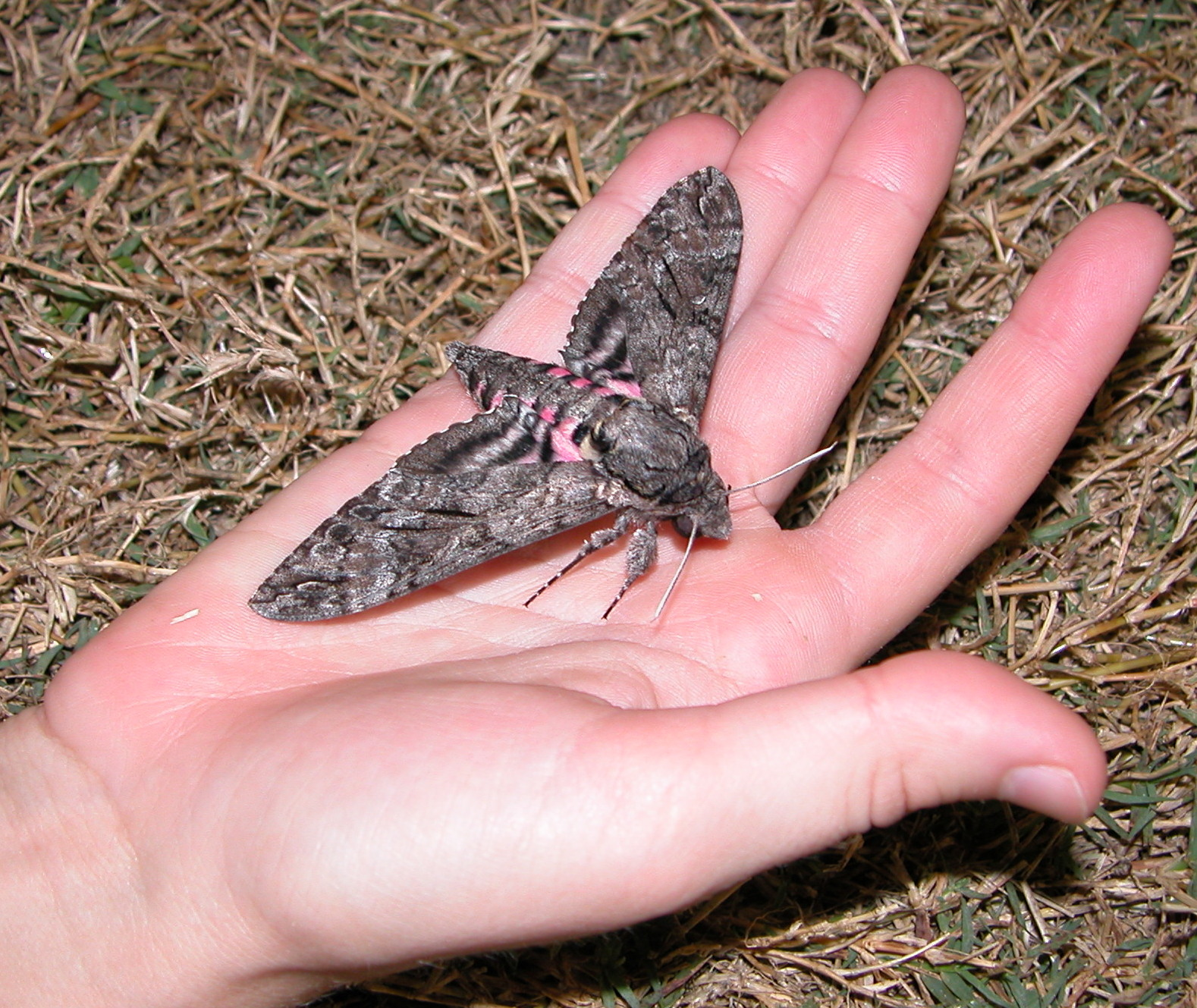
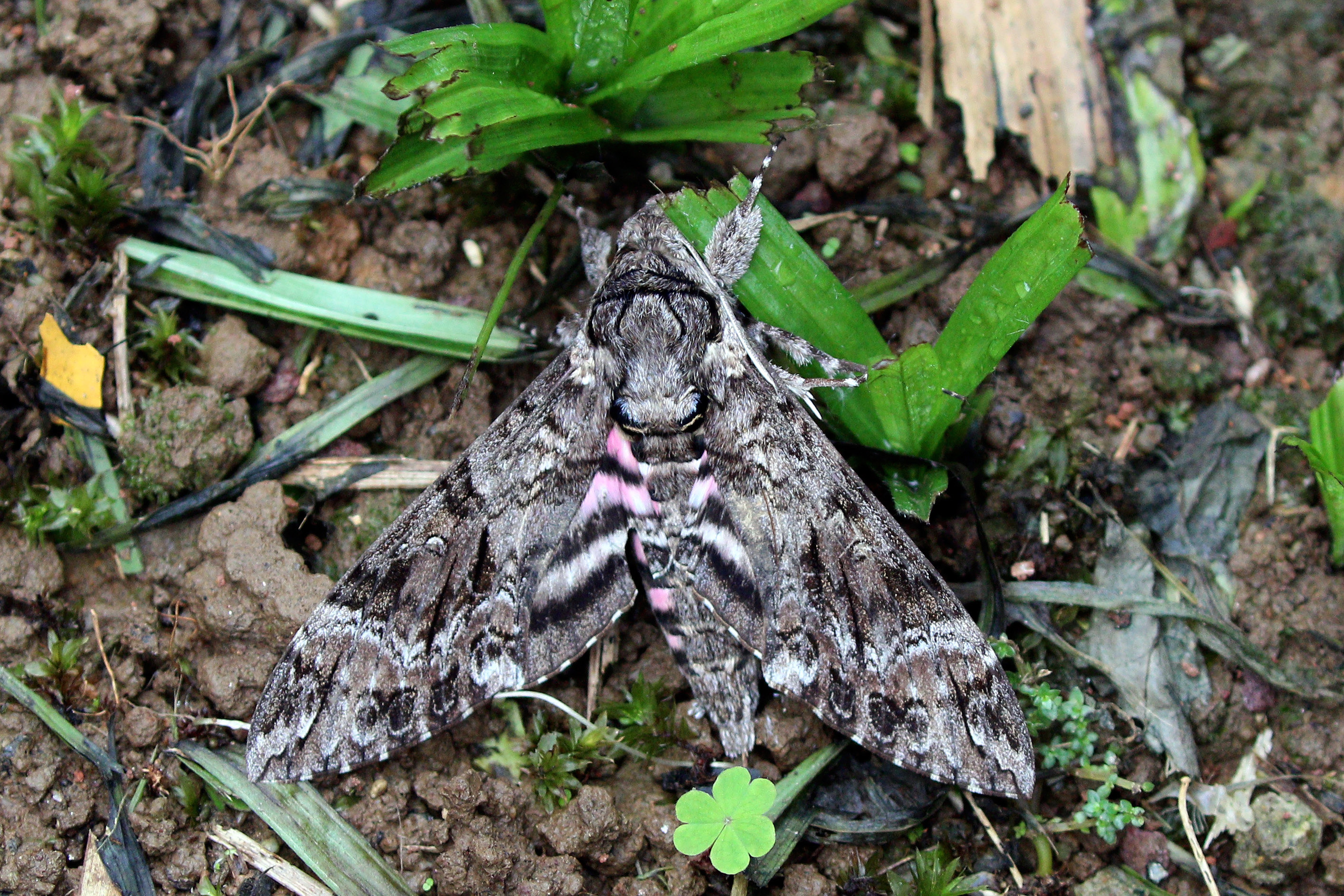
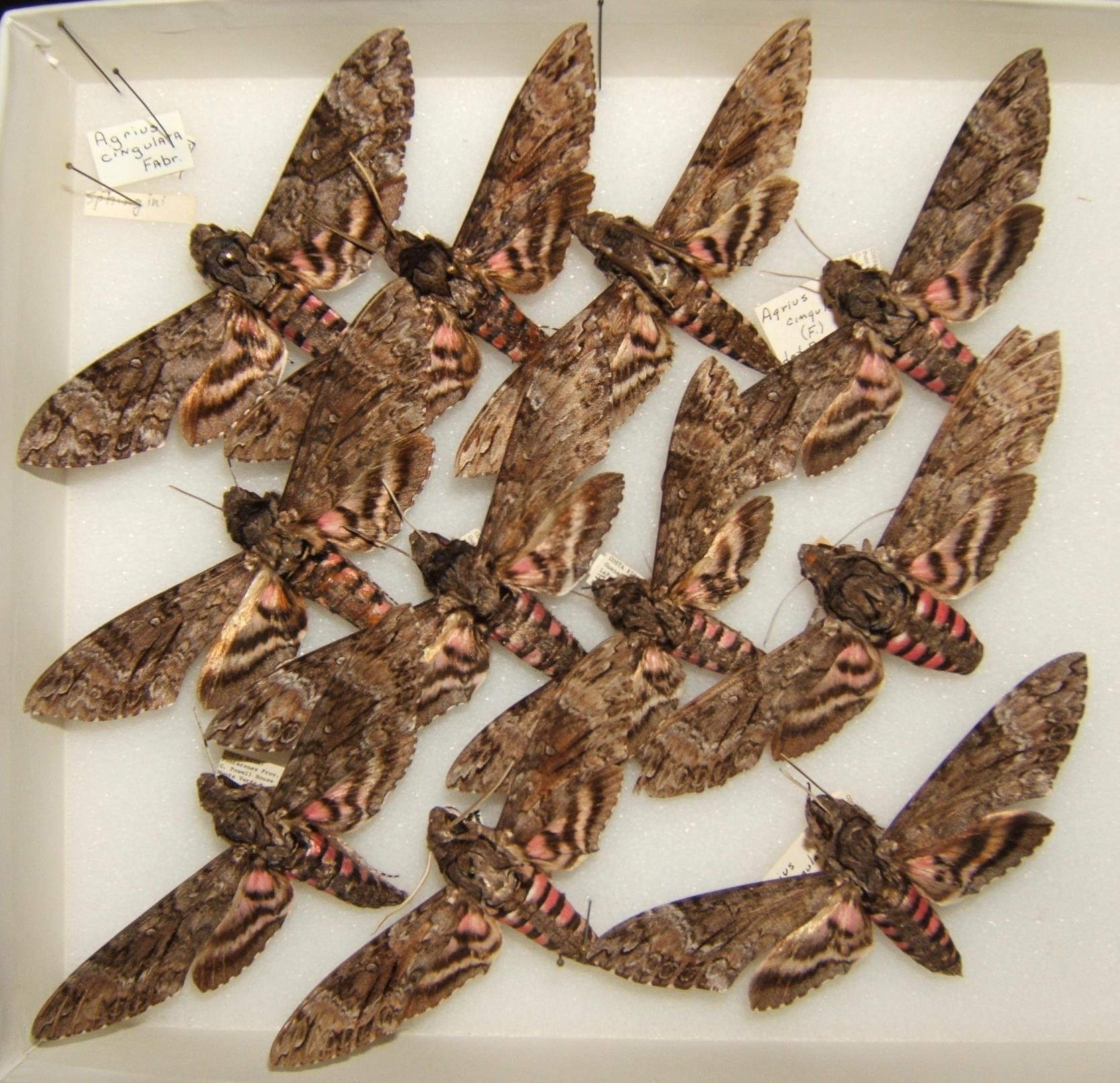
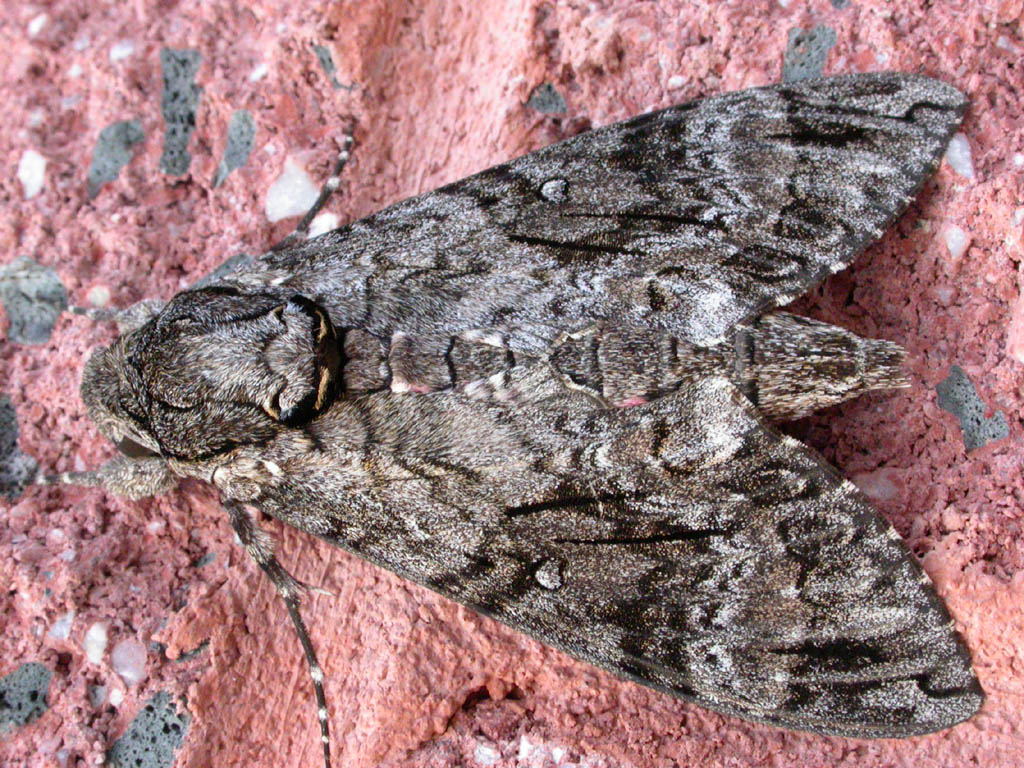
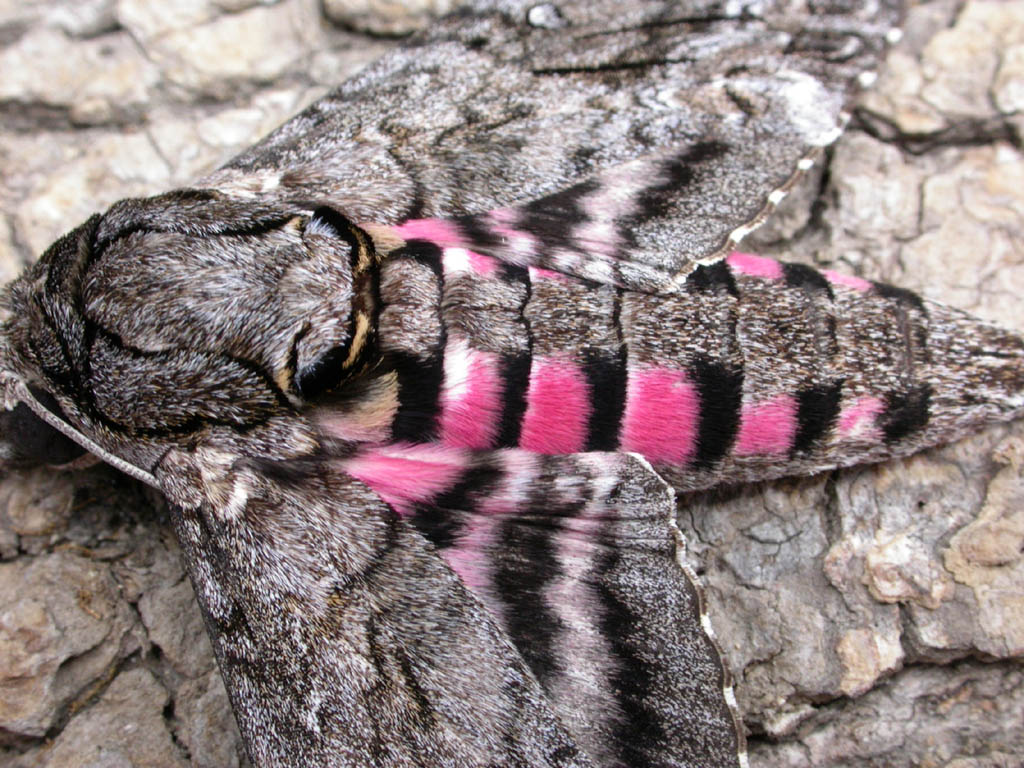